# Hagspiel (Scheidegg)
Hagspiel (westallgäuerisch: Haschbil, Hakschbil) ist ein Gemeindeteil der Marktgemeinde Scheidegg im bayerisch-schwäbischen Landkreis Lindau (Bodensee).

## Geographie
Der Weiler liegt circa 2,8 Kilometer südlich des Hauptorts Scheidegg und zählt zur Region Westallgäu. Südöstlich an Hagspiel grenzt der Gemeindeteil Lindenau.

## Ortsname
Das Bestimmungswort des Ortsnamens bezieht sich auf das frühneuhochdeutsche Wort hag für Zaun, Umzäunung, Umfriedung oder den Familiennamen Hag. Zusammen mit dem Grundwort -bühl bedeutet der Ortsname (Siedlung am) umzäunten Hügel bzw. (Siedlung am) Hügel des Hag.

## Geschichte
Hagspiel wurde erstmals im Jahr 1569 als Hagspichel urkundlich erwähnt. 1771 fand die Vereinödung in Hagspiel mit zwei Teilnehmern statt. Der Ort gehörte einst der Herrschaft Altenburg in der Grafschaft Bregenz an und ab 1808 dann der Gemeinde Scheffau, die 1972 nach Scheidegg eingemeindet wurde.